# Reginfredo
Reginfredo, con le varianti inserite negli atti Reginfredus, Reinfredus e Reginfredus (... – 28 dicembre 1012), è stato un vescovo longobardo.
Fu vescovo di Bergamo a cavallo dell'anno 1000.

## Biografia
Di lui non si hanno notizie anagrafiche certe, se non la data della morte avvenuta il 28 dicembre 1012. Succedette nell'episcopato bergomense ad Azzone dopo il 996, anno della morte di quest'ultimo. Il primo documento che lo cita risale al 997, ed è una permuta redatta dal Reginfredo stesso nel castello di Chiuduno. Era stato eletto al soglio vescovile l'anno precedente.

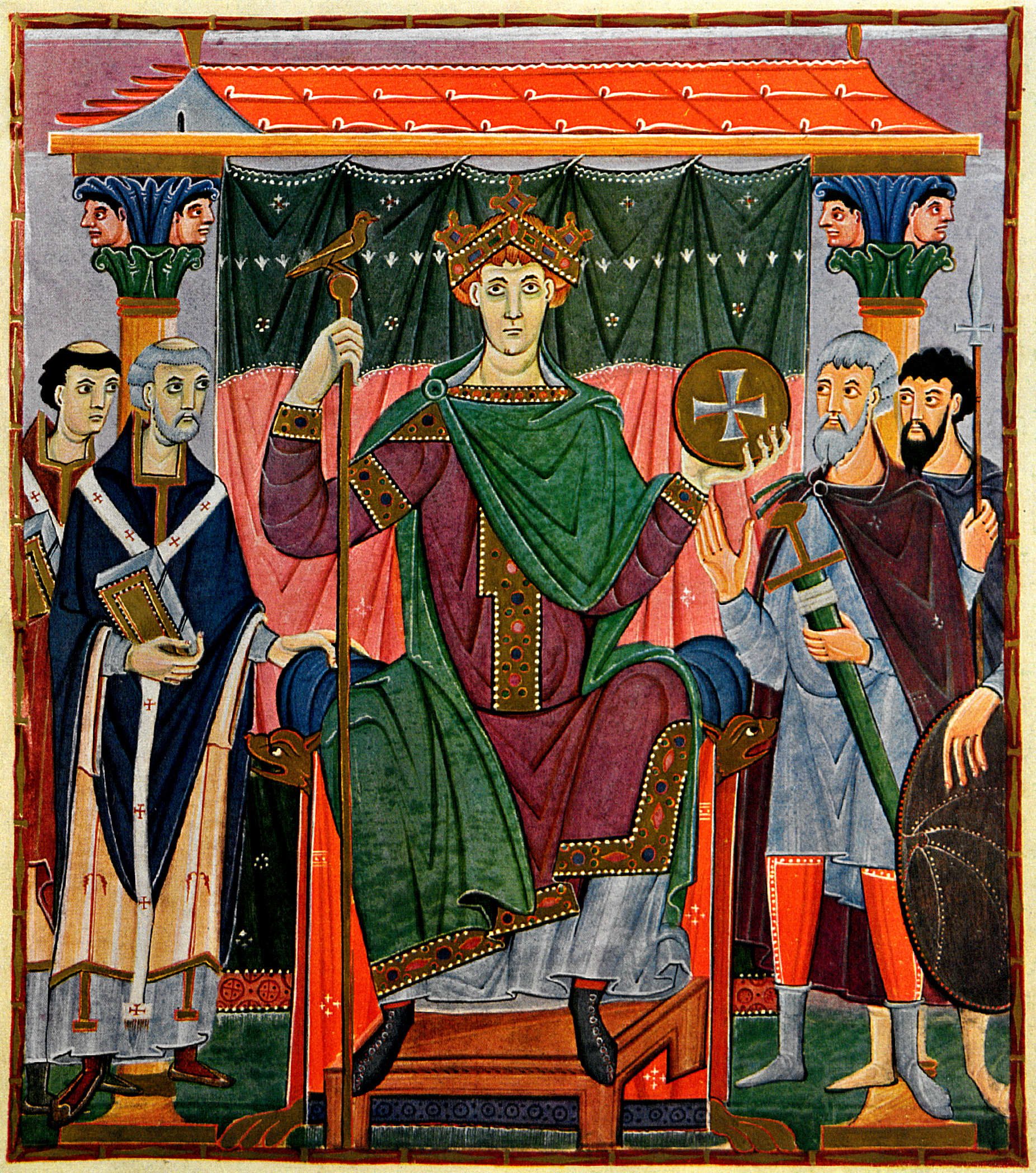
Ottone III

L'imperatore Ottone III, a cui era politicamente vicino, ne facilitò o forse ne impose l'assunzione alla carica vescovile.

## Lemine
Alla fine del X secolo alla morte di Attone di Guiberto, conte di Lecco, con un dubbio lascito testamentario, con ogni probabilità falsificato dalla Curia bergamasca, passò al suo episcopato la corte di Lemine, già corte longobarda, estendendone il potere oltre la sponda sinistra del fiume Brembo.
Reginfredo fu uno dei vescovi che agli inizi dell'anno 1000 ampliò maggiormente la giurisdizione del proprio vescovato acquisendo così un grande potere politico personale.
Dopo la morte di Ottone III i suoi rapporti con il successore Enrico II furono altalenanti, inizialmente cattivi per l'appoggio dato ad Arduino d'Ivrea e successivamente migliorati dopo che la posizione di Arduino si era indebolita.
Dopo la sua morte, 1012, gli succedette Alcherio che resse la diocesi di Bergamo dal 1013 al 1022.